# Herschels Teleskop (Sternbild)

Historisches Sternbild Herschels Teleskop

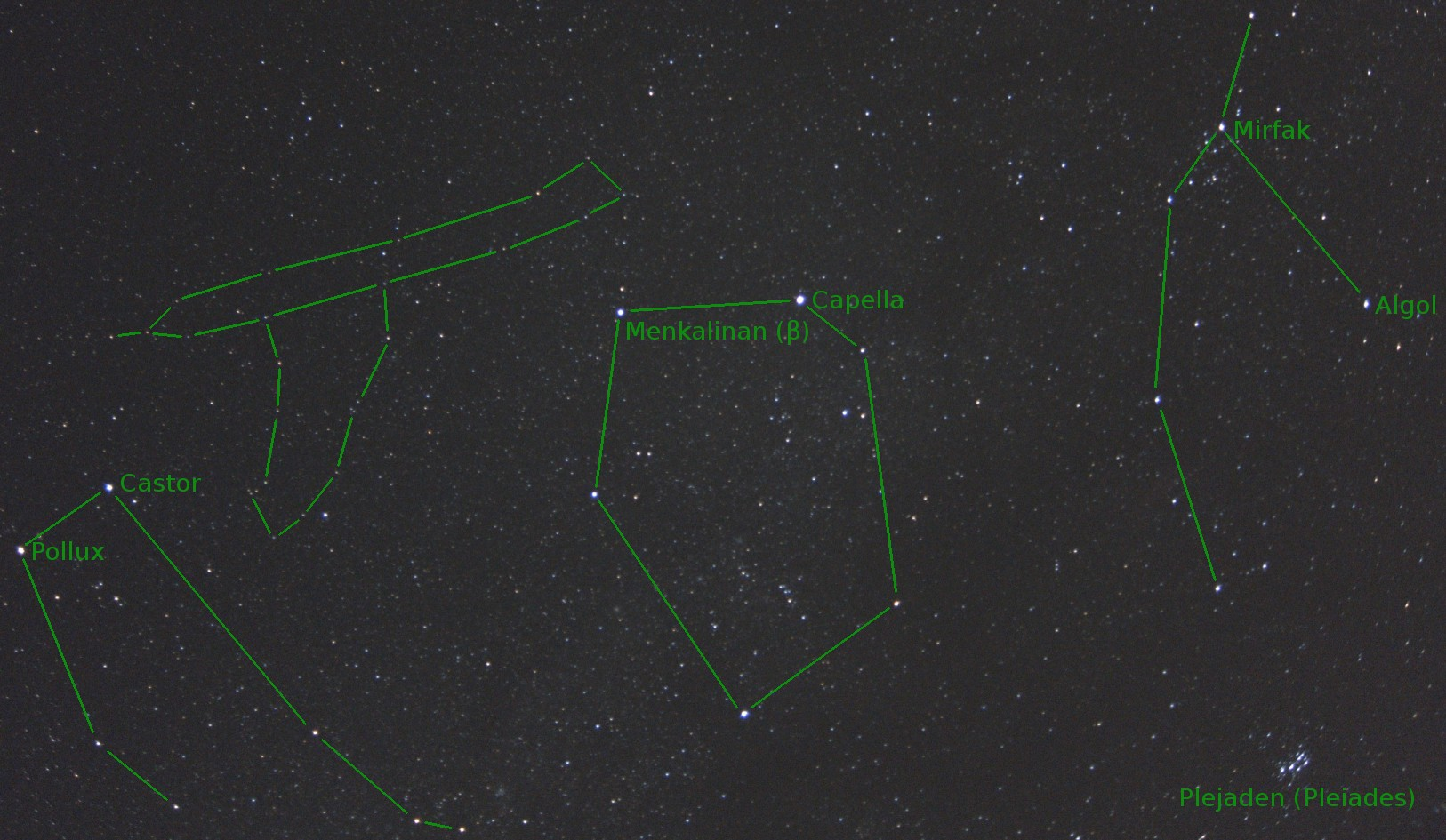
Foto von Herschels Teleskop mit Sternbildern Zwillinge, Fuhrmann, Perseus und den Plejaden

Das Sternbild Herschels Teleskop (lat. Telescopium Herschelii) ist ein Sternbild des Nordhimmels, das nicht zu den 88 von der Internationalen Astronomischen Union (IAU) anerkannten Sternbildern zählt. 
Herschels Teleskop liegt hauptsächlich im östlichen Teil des heute offiziellen Sternbildes Fuhrmann, sowie nordwestlich von Castor und Pollux, im Sternbild Zwillinge. Mit Ausnahme des offenen Sternhaufens NGC 2281 besteht das Sternbild nur aus sehr lichtschwachen Sternen bis maximal der 5m Größenklasse.
Eingeführt wurde das Sternbild als Herschels großes Teleskop (Tubus Herschelii Major) und Herschels kleines Teleskop (Tubus Herschelii Minor) vom österreichischen Astronom und Priester Maximilian Hell im Jahre 1789, zur Erinnerung an das Teleskop, mit dem William Herschel 1781 den Planeten Uranus entdeckte. Johann Elert Bode fasst es 1801 unter Telescopium zusammen.

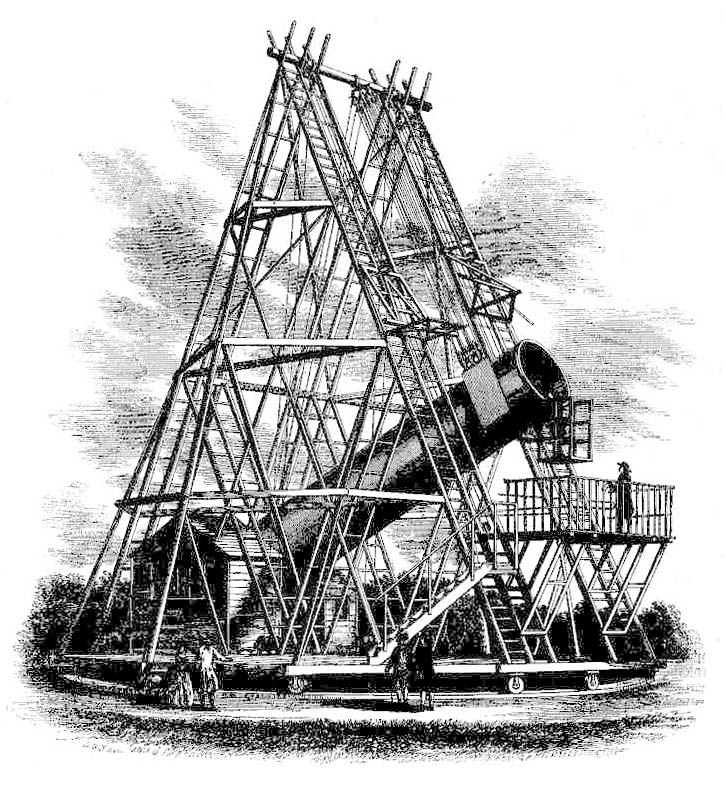
Herschels großes Teleskop. Gebaut 1789 in London, finanziert von König Georg III. mit £ 4000. 1,22 m Spiegeldurchmesser und 11,90 m Brennweite, 1838 abgerissen von seinem Sohn Sir John Herschel